# Daniel Manu
Pas d'image ? Cliquez ici

a Compétitions nationales et continentales officielles uniquement.

b Matchs officiels uniquement.
Dernière mise à jour le 30 juin 2023.
 Daniel Tai Manu, né le 4 juin 1970 à Brisbane, est un ancien joueur de rugby à XV qui a joué avec l'équipe d'Australie. Il évoluait au poste de troisième ligne (1,95 m pour 114 kg). 

## Carrière
Il a eu sa première sélection avec l'équipe d'Australie le 3 juin 1995 contre la Roumanie. Son dernier test match fut contre l'Afrique du Sud le 2 août 1997.
Il a disputé un match de la coupe du monde de 1995.

## Palmarès
- Nombre de test matchs avec l'Australie : 15